# Saxon-Breitex (wielerploeg)/1993
Deze pagina geeft een overzicht van de Saxon-Breitex-wielerploeg in 1993.

## Algemene gegevens
Sponsor: Saxon, Breitex
Algemeen manager: Gérard Bulens
Fietsmerk: Colnago

## Lijst van renners
| Naam                            | Geboortedatum | Nationaliteit    | Ploeg 1992                 |
| ------------------------------- | ------------- | ---------------- | -------------------------- |
| Anton Ballat                    | 16-08-1964    | Zwitserland      | Itas-Raider                |
| Nicolas Coudray                 | 03-06-1967    | Zwitserland      | Eurotel-Bio-Technica-Samro |
| Dirk Friel                      | 01-04-1970    | Verenigde Staten | Itas-Raider                |
| Paul Herygers                   | 11-11-1962    | België           |                            |
| Dani Hirs                       | 31-12-1965    | Zwitserland      | Itas-Raider                |
| Jacques Jolidon                 | 14-07-1969    | Zwitserland      | Neo                        |
| Jocelyn Jolidon                 | 26-12-1962    | Zwitserland      | Chazal-Vanille et Mûre     |
| Radomír Šimůnek                 | 08-04-1962    | Tsjechië         |                            |
| Peter Van Brecht                | 21-10-1965    | België           | Sanimet-C.B. Sport         |
| Filip Van Luchem                | 31-05-1965    | België           |                            |
| Sean Way                        | 31-12-1967    | Canada           | Thermote & Vanhalst        |
| Peter Willemsens                | 31-08-1972    | België           | Neo                        |
|                                 |               |                  |                            |
| Richard Chassot (stagiair)      | 18-01-1970    | Zwitserland      |                            |
| Donald Powell (stagiair)        | 02-11-1967    | Verenigde Staten |                            |
| Alain Van Der Borght (stagiair) | 06-04-1970    | België           |                            |

## Belangrijke overwinningen
| Nationaal kampioenschap veldrijden België: Paul Herygers Herald Sun Tour 6e etappe deel A: Jocelyn Jolidon 7e etappe: Jacques Jolidon |

1992 · 1993 · 1994 · 1995 · 1996 · 1997 · 1998 · 1999 · 2000 · 2001 · 2002 · 2003 · 2004 · 2005 · 2006 · 2007 · 2008 · 2009 · 2010 · 2011 · 2012 · 2013 · 2014